# Агат (институт)
Акционерное Общество "Организация "Агат" — головной научно-исследовательский институт ракетно-космической промышленности в области исследования экономических проблем, связанных с развитием, разработкой и производством ракетно-космической техники, с управлением государственным имуществом, реформированием и развитием ракетно-космической промышленности. Входит в госкорпорацию «Роскосмос», является её дочерним предприятием.

## Историческая справка
В 1973 году на базе подразделений ЦНИИ машиностроения и НИИ технологии машиностроения распоряжением Совета Министров СССР от 22 мая 1973 года № 955рс на правах филиала ЦНИИ машиностроения была создана Организация «Агат». Входила в состав Министерства общего машиностроения СССР.
Основные задачи организации «Агат» были:
1. системные исследования экономических проблем, связанных с особенностями развития, разработки и производства ракетно-космической техники;
2. решение экономических вопросов при разработке и реализации программ в области исследования и использования космического пространства;
3. технико-экономическое обоснование космических программ;
4. оценка реализуемости в народном хозяйстве научно-технических достижений в области ракетно-космической техники;
5. формирование социально-экономических прогнозов развития ракетно-космической промышленности;
6. проведение независимой экономической экспертизы ракетно-космических проектов;
7. разработка годовых тематических планов для предприятий отрасли.

В 1991 году организация «Агат» стала самостоятельным государственным предприятием.
В 1992 году организация «Агат» переведена в ведение Российского космического агентства и далее соответственно в Росавиакосмос и Роскосмос.
В настоящее время организация состоит из научно-исследовательских центров, самостоятельных отделов и подразделений служб управления. Участвует в национальных и международных космических программах.